# Émile Villemant
Émile Villemant, né le 7 août 1863 à Hirson (Aisne) et mort le 12 février 1934 à Hirson, est un homme politique français.

## Biographie
Négociant, il est conseiller municipal en 1896, puis maire d'Hirson de 1912 à 1930. Il est également conseiller d'arrondissement de 1901 à 1934. Il est député de l'Aisne de 1924 à 1928, inscrit au groupe de l'Union républicaine démocratique. Il est sénateur de l'Aisne de 1930 à 1934.

## Sources
- « Émile Villemant », dans le Dictionnaire des parlementaires français (1889-1940), sous la direction de Jean Jolly, PUF, 1960 [détail de l’édition]